# Insulinoresistenza
Per insulinoresistenza, in medicina, si intende la bassa sensibilità delle cellule all'azione dell'insulina, che può portare a diabete mellito di tipo 2. Le cause possono essere ormonali (le più comuni), genetiche, o farmacologiche.

## Eziologia

### Cause ormonali
L'insulina è un ormone polipeptidico indispensabile per l'assorbimento del glucosio all'interno delle cellule. Essa si lega a un recettore proteico che si trova nella membrana cellulare. Questo legame causa a sua volta una serie di eventi metabolici (attraverso una via di trasduzione del segnale) che da ultimo, attraverso l'azione delle proteine IRS, determina l'ingresso del glucosio all'interno della cellula.
Va detto che molti ormoni (cortisolo e glucocorticoidi in primis, ma anche GH, glucagone, adrenalina) antagonizzano l'azione insulinica, poiché se questa non fosse limitata si andrebbe incontro a un eccessivo assorbimento cellulare di glucosio, con conseguente ipoglicemia e morte (come accade, ad esempio, nei casi più gravi della malattia di Addison).
Questi ormoni agiscono antagonizzando l'azione dell'insulina in vari modi: ad esempio, i glucocorticoidi diminuiscono l'affinità dei recettori insulinici con l'insulina stessa, abbassando quindi la capacità legante dell'insulina con il suo recettore; inoltre, inibendo la sintesi della proteina IRS-1, l'ormone GH diminuisce il numero dei recettori insulinici.
L'equilibrio di queste sostanze è indispensabile per una corretta azione insulinica. Tuttavia, quando gli ormoni che antagonizzano l'insulina sono in eccesso (come nel caso di malattie endocrine quali la sindrome di Cushing, l'acromegalia, glucagonoma, feocromocitoma), si instaura l'insulinoresistenza.
Va detto che sempre più scienziati credono che la sindrome metabolica (e quindi l'insulinoresistenza) sia un sintomo della sindrome di Cushing clinica o sublinica.
È stato inoltre osservato che bassi livelli di testosterone (ipoandrogenismo) e IGF-1 possono aggravare l'insulinoresistenza, in quanto questa sostanza diminuisce a sua volta l'azione diabetizzante del cortisolo.

### Cause genetiche
Esistono forme di insulinoresistenza causate da mutazioni genetiche del recettore insulinico (come nel caso di gravi malattie pediatriche come il leprecaunismo e la sindrome di Rabson-Mendenhall, caratterizzate da un'elevata resistenza all'insulina) o delle proteine coinvolte nella via di trasduzione del segnale dell'insulina. La gravità di questi difetti genetici può variare, andando dall'iperinsulinemia alla modesta iperglicemia, fino all'insulinoresistenza estrema.

### Cause farmacologiche
L'uso prolungato di corticosteroidi (ormoni appartenenti alla famiglia dei glucocorticoidi) e di GH può indurre insulinoresistenza.